# Robert Van Kerkhoven
Robert Van Kerkhoven (1 d'octubre de 1924) és un exfutbolista belga.

## Selecció de Bèlgica
Va formar part de l'equip belga a la Copa del Món de 1954.